# Fahrenholzia pinnata
Fahrenholzia pinnata – gatunek wszy z rodziny Polyplacidae, pasożytujący na szczuroskoczku kalifornijskim (Dipodomys californicus), szczuroskoczku pustynnym (D. deserti), szczuroskoczku płowym (D. heermanni), szczuroskoczku zmiennym (D. merriami), szczuroskoczku dłutozębnym (D. microps), szczuroskoczku białostopym (D. ordii), szczuroskoczku kaktusowym (D. phillipsii), szczuroskoczku flagoogonowym (D. spectabilis), odskoczku ciemnym (Microdipodops megacephalus), szczuroskoczniku piaskowym (Perognathus flavescens), szczuroskoczniku jedwabistym (Perognathus flavus), szczuroskoczniku trawnym (Perognathus inornatus), szczuroskoczniku drobnym (Perognathus longimembris), szczuroskoczniku samotnym (Perognathus parvus) i chomikomyszce pędzelkowatej (Chaetodipus penicillatus). Powoduje wszawicę.
Samica wielkości 1,1 mm, samiec dużo mniejszy wielkości 0,9 mm. Wszy te mają ciało silnie spłaszczone grzbietowo-brzusznie. Przednia para nóg jest wyraźnie mniejsza i słabsza, zakończona słabym pazurem. Samica składa jaja zwane gnidami, które są mocowane specjalnym „cementem” u nasady włosa nosiciela. Rozwój osobniczy po wykluciu się z jaja około trwa 14 dni i występują w nim 3 stadia larwalne; larwy od osobników dorosłych różnią się tylko wielkością.
Wesz ta pasożytuje na skórze. Żywi się krwią, którą ssie 2–3 razy dziennie. Występuje na terenie Ameryki Północnej.